# بيت عبيد (بني مطر)

تعديل مصدري - تعديل

بيت عبيد هي إحدى قرى عزلة البروية بمديرية بني مطر التابعة لمحافظة صنعاء، بلغ تعداد سكانها 292 نسمة حسب تعداد اليمن لعام 2004.